# Triazolam
Triazolam es una benzodiazepina de acción corta generalmente utilizada como sedante para el insomnio grave. Al margen de las propiedades hipnóticas de este fármaco, este tiene otras propiedades farmacológicas que combaten las convulsiones además de efecto ansiolítico y tiene la función de relajante muscular.
Es generalmente utilizado para combatir el insomnio, pero también puede ser utilizado como hipnótico y para calmar la ansiedad, los problemas compulsivos-obsesivos y merma el Sistema Nervioso. Sus propiedades farmacológicas son efectivas a pesar de la corta vida de este fármaco, aunque puede causar adicción en el peor de los casos.

## Blancos farmacológicos moleculares
Receptor de tipo canal iónico activado por ligando de GABAA, en SNC.

### Mecanismo de acción
Acción selectiva sobre los receptores que actúan en el SNC como mediadores de la transmisión sináptica inhibidora. Actúa de manera alostérica incrementando la afinidad del GABA por el receptor. Potencia la respuesta al GABA, al facilitar la apertura de canales de cloruro activados por dicho transmisor. Se une a un sitio regulador diferente al de GABA. No afecta los receptores para otros aminoácidos como glicina o glutamato.

### Farmacocinética[1]
Absorción: pasan aproximadamente dos horas hasta la concentración máxima en el torrente sanguíneo.
Metabolismo: hepático en citocromo P450 CYP3A, sometido a hidroxilación y oxidación.
Metabolito: glucurónidos conjugados.
Excreción: renal: 79,9%.
Vida media de eliminación (t ½): 1,5 h a 5,5 h

## Efectos adversos
Paro cardiaco, agitación, hepatotoxicidad, somnolencia excesiva. (falta citación)

## Contraindicaciones
Uso concomitante con inhibidores potentes del CYP3A, incluyendo itraconazol, ketoconazol, nefazodona o varios inhibidores de la proteasa del VIH (es decir, indinavir, lopinavir, nelfinavir, ritonavir o saquinavir, efavirenz o elvitegravir / cobicistat).
Hipersensibilidad al triazolam o a otras benzodiazepinas.
Embarazo, ya que el abuso por parte de la embarazada puede causar un síndrome de abstención en el recién nacido. Las dosis grandes administradas poco antes del parto o durante este pueden causar hipotermia, hipotonía y depresión respiratoria leve del neonato.

## Interacciones con otras sustancias
El etanol incrementa la rapidez de absorción de las benzodiazepinas y también de la depresión concomitante del SNC. El valproato y las benzodiazepinas en combinación pueden causar episodios psicóticos.